# Granton House

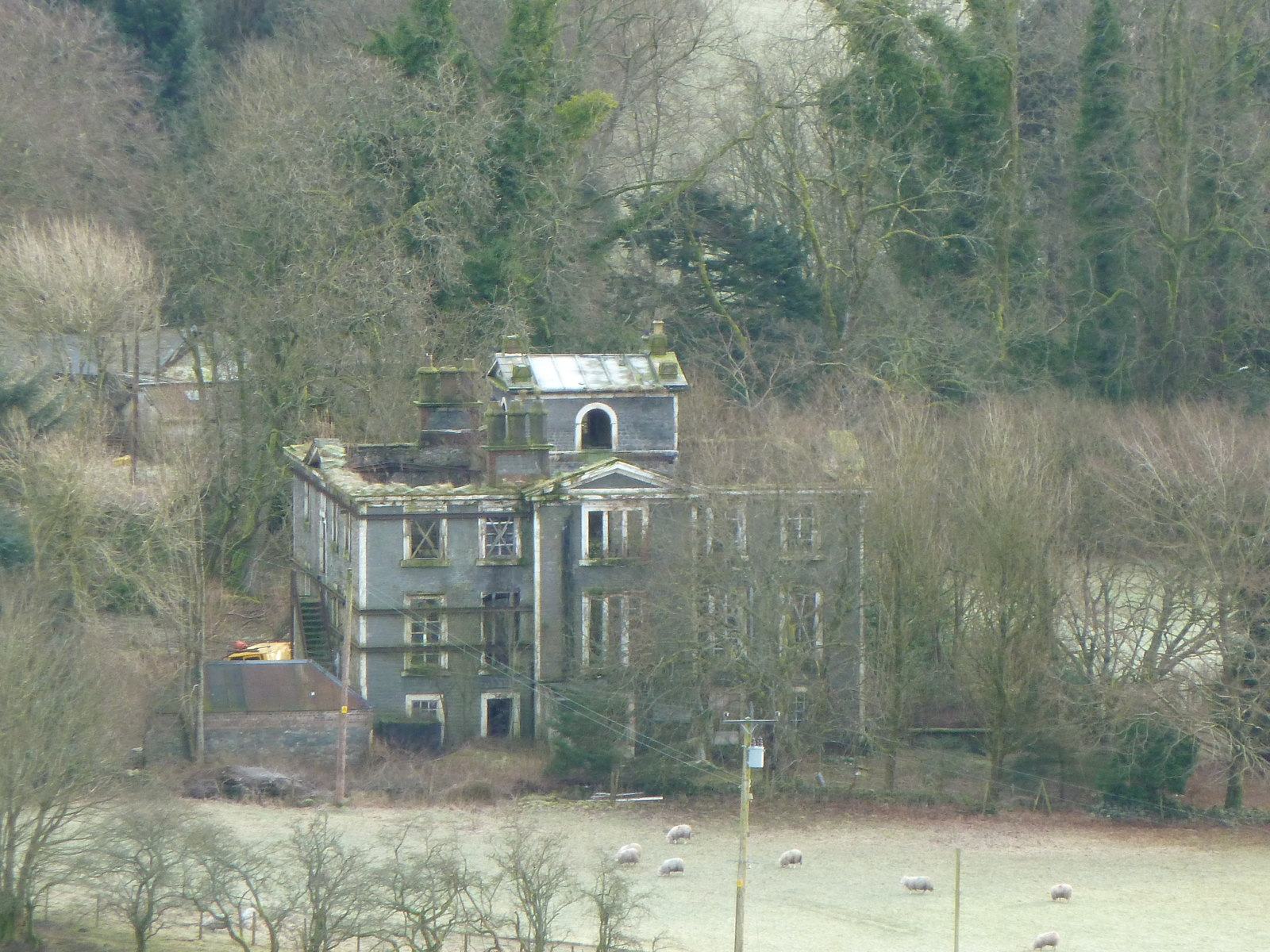
Ruine des Granton House im Jahr 2012

Granton House ist eine Villa nahe der schottischen Kleinstadt Moffat in der Council Area Dumfries and Galloway. 1971 wurde das Bauwerk in die schottischen Denkmallisten in der höchsten Denkmalkategorie A aufgenommen.

## Beschreibung
Das freistehende Gebäude liegt isoliert in einer dünnbesiedelten Region rund fünf Kilometer nördlich von Moffat abseits des Annan. Als Architekt der in den 1830er Jahren erbauten Villa wird Walter Newall vermutet. Das zweistöckige Gebäude im Greek-Revival-Stil ist symmetrisch aufgebaut. Das Mauerwerk besteht aus Bruchstein, der zu Quadern behauen und zu einem Schichtenmauerwerk gelegt wurde.
Die ostexponierte Frontseite ist fünf Achsen weit. Das wuchtige, zentrale Eingangsportal ist über eine Vortreppe mit quadratischen Pfosten zugänglich. Das tief zurückversetzte Portal schließt mit einem Kämpferfenster. Mit Ausnahme der Nordfassade bekrönen meist Gesimse die Fenster. An der drei Achsen weiten Südseite sind Drillingsfenster verbaut. Ein Dachgesims läuft um. Dreiecksgiebel schließen die Fassaden. Markant ist der erhöhte Turm, der mittig aus dem schiefergedeckten Walmdach ragt. Sein abschließendes Satteldach ist ebenfalls mit Dreiecksgiebel gestaltet.
Granton House wurde zwischenzeitlich als Hotel genutzt. Nach einem Brand im Jahre 1997 ist es heute nur noch als Ruine erhalten. Im folgenden Jahr wurde es in das Register für gefährdete denkmalgeschützte Bauten in Schottland aufgenommen. Nach Verschlechterung der Bausubstanz wurde die Villa 2014 als Ruine mit hoher Gefährdung auf Verschlechterung eingestuft.